# Burning Up (singel Jonas Brothers)
Burnin’ Up – pierwszy singel amerykańskiego zespołu Jonas Brothers z ich trzeciego studyjnego albumu, A Little Bit Longer. Premiera piosenki odbyła się 20 czerwca 2008 roku. Letnia trasa koncertowa zespołu nosiła taką samą nazwę jak singel. W utworze rapuje Big Rob, ochroniarz zespołu.

## Teledysk
Teledysk do single nakręcono w maju 2008. Miał swoją premierę na iTunes 20 czerwca 2008 a zaraz potem na Disney Channel po premierze filmu Camp Rock.
W teledysku gościnnie wystąpili Selena Gomez jako "dziewczyna Bonda (Nicka)", Danny Trejo jako czarny charakter uciekający przed Joe w scenie z "Miami Vice" i David Carradine jako mistrz karate Kevina.
Teledysk zaczyna się gdy Joe, Kevin i Nick siedzą na leżakach przy basenie, kłócąc się czy dziewczyna obok patrzy się na Joe. Później Big Rob, ich ochroniarz, przynosi im scenariusz teledysku. Na początku pokazany jest Nick w scenie z Jamesa Bonda w towarzystwie dziewczyny Seleny Gomez. Następnie występuje Joe goniący kryminalistę. Gdy udaje mu się go złapać, czesze sobie czarne wąsy. W końcu Kevin uczy się karate, rozbijając deski. Później w walce ratuje dziewczynę. W trakcie całego teledysku członkowie zespołu śpiewają przy basenie, a tłum ludzi ogląda ich i tańczy. Wideoklip kończy się sceną przy basenie, jak Nick i Kevin uważają, że scenariusz jest zbyt niebezpieczny, a Joe mówi po prostu "Nie mogę zapuścić wąsów".